# Обратна кинематика
Обратната кинематика е раздел от роботиката, в който по зададени крайни координати и ойлерови ъгли на накрайника на робота трябва да бъдат определени координатите и матриците на усукване на междинните стави на робота.
При дадена {\displaystyle H={\begin{bmatrix}R&o\\0&1\end{bmatrix}}\in SE(3)} да се намери (едно или повече) решения на уравнението: {\displaystyle T_{n}^{0}(q_{1},...,q_{n})=H}, където целта е да се намери стойността на координатите на ставите на робота {\displaystyle q_{1},...,q_{n}}, т.е. {\displaystyle T_{ij}(q_{1},...,q_{n})=h_{ij}}
За робот с шест степени свобода на движение със сферична китка, може да се приложи опростен метод на кинематични разделяне: намиране на обратната позициионна и на обратната насочена кинематика. Центъра на координатната система на сферичната китка, ще бъде зададен с {\displaystyle o_{c}^{0}=o-d_{6}R{\begin{bmatrix}0\\0\\1\end{bmatrix}}}, което при зададена матрица на усукването {\displaystyle R=(r_{i}j)} дава уравнението: {\displaystyle {\begin{bmatrix}x_{c}\\y_{c}\\z_{c}\end{bmatrix}}={\begin{bmatrix}o_{x}-d_{6}r_{13}\\o_{y}-d_{6}r_{23}\\o_{y}-d_{6}r_{33}\end{bmatrix}}}